# Liste der Bodendenkmale in Elsnig
In der Liste der Bodendenkmale in Elsnig sind die Bodendenkmale der Gemeinde Elsnig und ihrer Ortsteile nach dem Stand der Auflistung von Klaus Kroitzsch und Harald Quietzsch aus dem Jahr 1984 aufgelistet. Eventuelle Änderungen und Ergänzungen, insbesondere aus der Zeit nach der Wende, sind nicht berücksichtigt, da für Sachsen aktuell keine neueren allgemein zugänglichen Bodendenkmallisten vorliegen. Die Baudenkmale sind in der Liste der Kulturdenkmale in Elsnig aufgeführt.
| Denkmal-ID | Fundart            | Ortsteil | Bezeichnung             | Zeitstellung                               | Lage                                 | Bemerkungen                                                                                            | Bild |
| ---------- | ------------------ | -------- | ----------------------- | ------------------------------------------ | ------------------------------------ | --- | ---- |
| ?          | Befestigung > Burg | Elsnig   | Wallanlage „Kesselberg“ | Bronzezeit bis Frühe Eisenzeit, Slawenzeit | nordwestlich des Orts, Elbeniederung | wohl Ringwall, stark abgetragen und eingeebnet, flacher Graben erkennbar, Schutz seit 9. Dezember 1957 |      |